# Tonoshō, Kagawa
Tonoshō (japanska: 土庄町?, Tonoshō-chō) är en landskommun (köping) i Kagawa prefektur i Japan. 
Kommunen omfattar norra och västra delen av ön Shōdoshima, ön Teshima samt ett antal mindre kringliggande öar. Den ligger i Japanska innanhavet (Seto naikai) mellan Shikoku och Honshu. Öarna saknar vägförbindelse med fastlandet.